# PASSION FLOWER (T-SQUAREのアルバム)
『PASSION FLOWER』（パッションフラワー）は、T-SQUAREの31枚目のアルバム。 
2005年4月20日にリリースされた。 

## 解説
スクェア31枚目のオリジナルアルバム。
本作からキーボードに河野啓三、ドラムに坂東慧を加え、バンド形態が復活。また、ベースは同年のライブツアーより田中晋吾が担当、サポートメンバーとして定着（本作レコーディングは森岡克司）。
ソ・ヨンウンによるボーカル曲を2曲収録。プロデューサー・マイケル河合の「ボーカルものをやろう」という提案と、ソニー・コリアから「彼女に曲を作って欲しい」というオファーがタイミングよく重なり実現。
伊東たけしは今作で『NATURAL』以来15年振りにAKAI EWI1000を使用。
初回生産限定盤は2枚組。
ボーナスディスクには、「Knight's Song」（『BLUE IN RED』収録）の河野アレンジバージョン、9曲目「Angel's Love」のアルトサックスバージョンを収録。

## 収録曲

### DISC.1
1. Barefoot Beauty - 安藤まさひろ作曲
2. More Than Lemonade - 安藤まさひろ作曲、ソ・ヨンウン作詞
3. Let Your Love Flow - 坂東慧作曲
4. Surfin' U.S.S.R. - 安藤まさひろ作曲
5. Speechless - 安藤まさひろ作曲
6. Caribbean Love Affair - 安藤まさひろ作曲
7. Velvet Slumber - 伊東たけし、河野啓三作曲
8. Cloudburst - 坂東慧作曲
9. Angel's Love - 安藤まさひろ作曲、ソ・ヨンウン作詞
10. Teasin'  - 河野啓三作曲

### DISC.2
1. Knight's Song (Generation 3) - 安藤まさひろ作曲、河野啓三編曲
2. Angel's Love (T.K. Version) - 安藤まさひろ作曲

## ミュージシャン
- T-SQUARE
  - 安藤まさひろ -  Acoustic and Electric Guitars
  - 伊東たけし - Saxophone and EWI
  - 河野啓三 - Keyboards, Acoustic Piano, Organ and synthesizer
  - 坂東慧 - Drums

- Guest Musicians
  - ソ・ヨンウン - Vocals(Track-2,9)
  - 森岡克司 - Bass
  - 須藤満 - Bass(初回限定盤・Knight's Songのみ)
  - マイケル河合 - Percussion